# Пурулия
Пурулия (англ. Purulia) — город в индийском штате Западная Бенгалия. Административный центр округа Пурулия. Средняя высота над уровнем моря — 228 метров. По данным всеиндийской переписи 2001 года, в городе проживало 113 766 человек, из которых мужчины составляли 52 %, женщины — соответственно 48 %. Уровень грамотности взрослого населения составлял 68 % (при общеиндийском показателе 59,5 %). Уровень грамотности среди мужчин составлял 76 %, среди женщин — 60 %. 12 % населения было моложе 6 лет.

## Люди, связанные с городом
- Праманик, Пинки